# Papiro 5
Il Papiro 5 ({\displaystyle {\mathfrak {p}}}5) è uno dei più antichi manoscritti esistenti del Nuovo Testamento, datato agli inizi del III secolo.

## Contenuto del papiro
{\displaystyle {\mathfrak {p}}}5 contiene una piccola parte del Vangelo secondo Giovanni (1:23-31, 33-40; 16:14-30; 20:11-17, 19-20, 22-25).
È attualmente ospitato presso la British Library (Inv. nos. 782, 2484).
Il testo del codice è rappresentativo del tipo testuale occidentale. Kurt Aland lo ha collocato nella Categoria I.